# Вишнівчик (Кам'янець-Подільський район)
Вишнівчи́к (у XV—XVI ст. Вишнівець) — село в Україні, у Чемеровецькій селищній громаді Кам'янець-Подільського району Хмельницької області. 

## Назва
Про походження назви існує місцева легенда, що розвовідає:
| | \| «До загубленого у густих лісах села прибилися втомлені мандрівники - дівчина та хлопець. Попросилися переночувати - їх охоче пустили, а наступного дня на те обійстя поспішало ледь не все село - подивитися на нових людей і послухати їх розповіді. З'ясувалося, що дівчина — донька коваля, а от хлопець — княжич зі славетного роду Вишневецьких. Юнак покохав діучину із взаємністю, тільки от старий князь згоди на нерівний шлюб не давав і прогнав молодих з свого маєтку. Подоляків так розчулила ця розповідь, що вони запропонували парі лишитися в селі та навіть збудували їм хату. Княжич, коли батько помер, повернувся з дружиною в родинний замок. А село на честь закоханих назвали Вишнівцем». \| |
| «До загубленого у густих лісах села прибилися втомлені мандрівники - дівчина та хлопець. Попросилися переночувати - їх охоче пустили, а наступного дня на те обійстя поспішало ледь не все село - подивитися на нових людей і послухати їх розповіді. З'ясувалося, що дівчина — донька коваля, а от хлопець — княжич зі славетного роду Вишневецьких. Юнак покохав діучину із взаємністю, тільки от старий князь згоди на нерівний шлюб не давав і прогнав молодих з свого маєтку. Подоляків так розчулила ця розповідь, що вони запропонували парі лишитися в селі та навіть збудували їм хату. Княжич, коли батько помер, повернувся з дружиною в родинний замок. А село на честь закоханих назвали Вишнівцем». | |

Більш ймовірним, що назва поселення повязана з плодовим деревом — вишні.

## Географія
На північний захід від села бере початок річка Ямпільчик, а у селі — річка Безіменна.

### Клімат
Вишнівчик знаходяться в межах вологого континентального клімату із теплим літом. Але діяльність людини досить часто призводить до екоциду, поганих змін та глобального потепління. Рівень наповнення річок водою по області становить лише 20 % від необхідного стандарту, значна частина земної поверхні стає посушливою. Для покращення ситуації варто було б проводити ревайлдинг, відновлювати екосистеми та лісові насадження.

## Заснування
Про те, що територія сучасного села була заселена у давні часи, свідчать виявлені тут знаряддя праці доби пізнього палеоліту (40—13 тис. років тому), а в урочищах Домбрівка і Озеро — залишки поселень трипільської культури.
Вперше село згадується в письмових джерелах за 1493 рік. Тоді в ньому налічувалося 20 димів. Основним заняттям населення було землеробство, тваринництво, бортництво.

## Історія

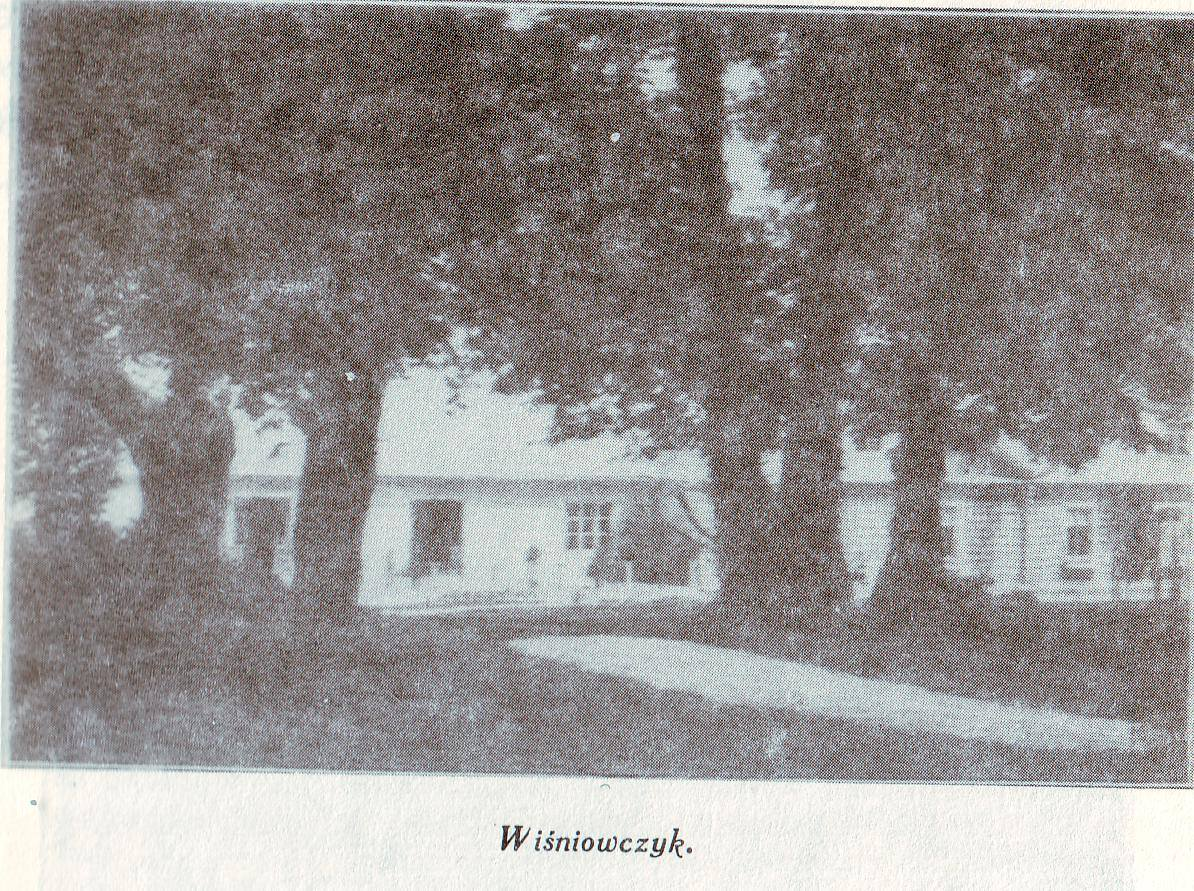
Цегляний одноповерховий особняк Журовських

На початку XVI ст., після нападу кримських татар, у селі лишилося всього кілька дворів. У 1565—1583 рр. землі Вишнівця орендував магнат Лянцкоронський, з XVII ст. село належало до Скала-Подільського староства і знаходилося в оренді у шляхтича М. Гербурта. Власник села виділив його разом з виселком Завадівкою в окреме староство, яке дістало назву Вишневецьке, і віддав в оренду. Прагнучи як найбільше здобути прибутків, орендарі не додержувались зазначених в інвентарних договорах повинностей для селян і самовільно їх збільшували. На кінець XVI ст. селяни відробляли 3 дні панщини на тиждень, платили подимне і стадію — спеціальний податок на утримання війська. У XVII ст., крім панщини, селян примушували виконувати ще й інші повинності: чоловіків — охороняти маєток, возити з лісу дрова на панський двір, жінок — ткати полотно тощо.
Після захоплення Поділля турками у 1672 році Вишнівчик близько трьох десятиліть перебував під їх владою. А коли турецьких загарбників було вигнано до села знову повернулися попередні власники — польські шляхтичі.
Церква Різдва Богородиці згадується з 1720 року.
Після 1793 року, коли Поділля було захоплене Російською імперією, Вишнівчик поступово зростав. У 1830 році тут було 88 дворів і 355 жителів. На своїх маленьких ділянках селяни збирали низькі врожаї зернових — 40—50 пудів з десятини. Панщина посилювалася урочною системою. Поміщику також давали десяту частину із зібраного меду, по кілька курей, а господарства, де була худоба, платили за неї окремий податок. Шляхтичі чинили свою волю над безправними селянами. Відомий факт, коли управитель маєтку в 1841 році так побив селянина Івана Павлюка, що той від побоїв помер. Судова справа, порушена дружиною померлого, закінчилася виправданням убивці. Так само суд виправдав у 1853 році прикажчика, що побив кріпака Якова Варика.
Одноповерховий, цегляний маєток, покритий двосхилим дахом, побудований Марцелієм Журовським близько 1845 року разом із цукровим заводом, пізніше маєток належав Альфреду Журовському.
В 1878 році селі знайдено горщик зі старовинними срібними монетами.
Маєток Альфреда Журовського розгромили місцеві та солдати у вересні 1917 року. 1918 року австро-німецькі війська за наказом генерала Хелленса вивезли з вишнівецької цукровні більш як 20 тисяч пудів цукру.
Внаслідок поразки Перших визвольних змагань на початку XX століття, село надовго окуповане російсько-більшовицькими загарбниками.
В 1932–1933 селяни села пережили Голодомор, також зазнали репресій.
По закінченню Другої світової війни у 1946—1947 роках село вчергове пережило голодомор.
З 1991 року в складі незалежної України.
15 вересня 2016 року шляхом об'єднання сільських рад село увійшло до складу Чемеровецької селищної громади . Об'єднання в громаду має створити умови для формування ефективної і відповідальної місцевої влади, яка зможе забезпечити комфортне та безпечне середовище для проживання людей.
До адміністративної реформи 19 липня 2020 року село належало до Чемеровецького району, після його ліквідації, увійшло до складу Кам'янець-Подільського району.

## Населення
Населення становить 1897 осіб на 2001 рік.

### Мова
У селі поширені західноподільська говірка та південноподільська говірка, що відносяться до подільського говору, який належить до південно-західного наріччя.
Розподіл населення за рідною мовою за даними перепису 2001 року:
| Мова       | Відсоток |
| ---------- | -------- |
| українська | 99,10 %  |
| російська  | 0,74 %   |
| молдовська | 0,11 %   |
| білоруська | 0,05 %   |

## Релігія
- Церква Різдва Пресвятої Богородиці (ПЦУ)

## Найвідоміші уродженці
- Грицина Ксенія Анатоліївна (1993—2022) — молодший сержант Збройних сил України, учасник російсько-української війни.
- Зимня Валентина Іванівна (1928—2019) — українська акторка, театральний педагог, заслужена артистка УРСР (1960).

## Природоохоронні території
Село лежить у межах національного природного парку «Подільські Товтри».

## Галерея

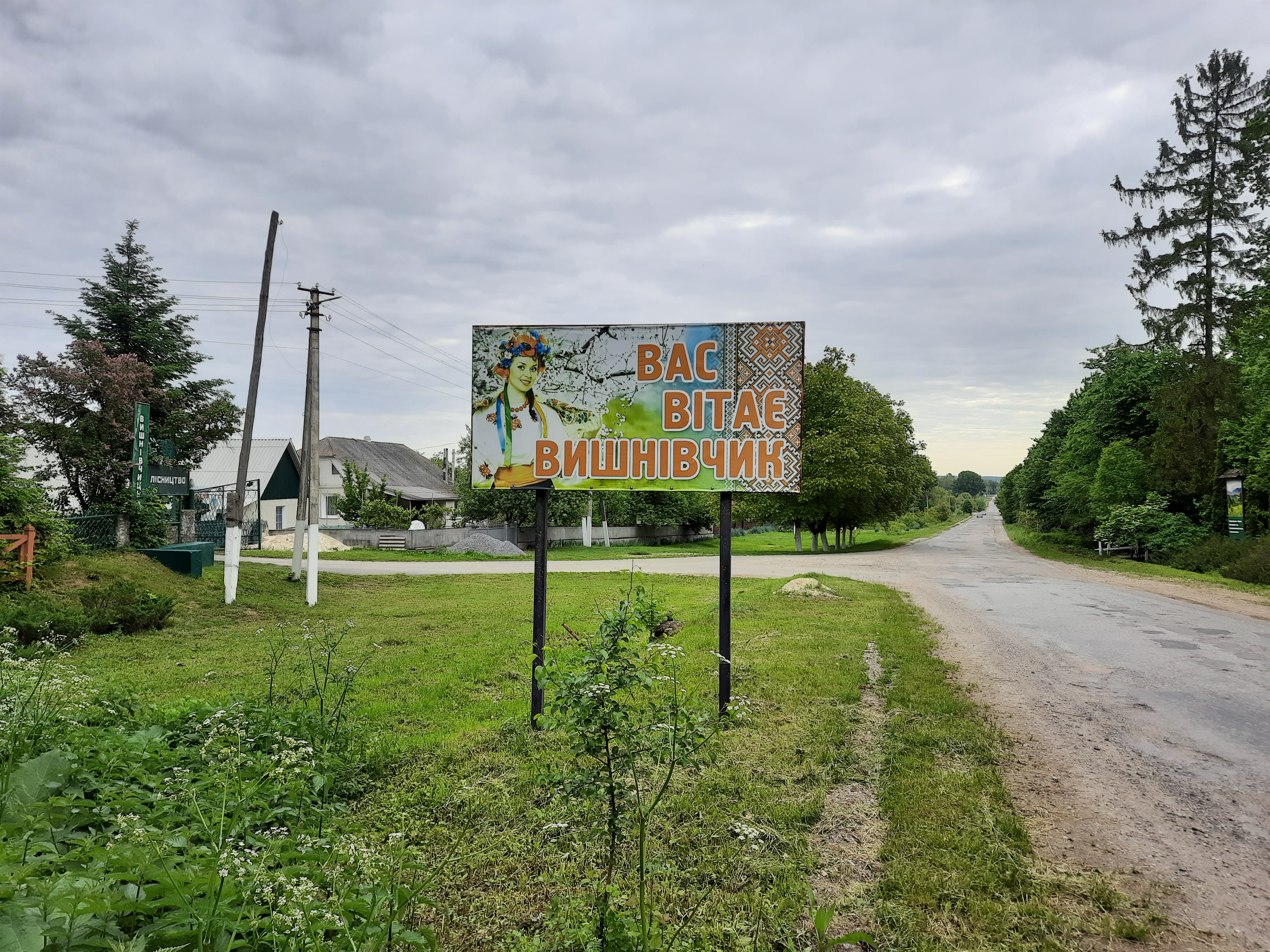
В'їзд у село
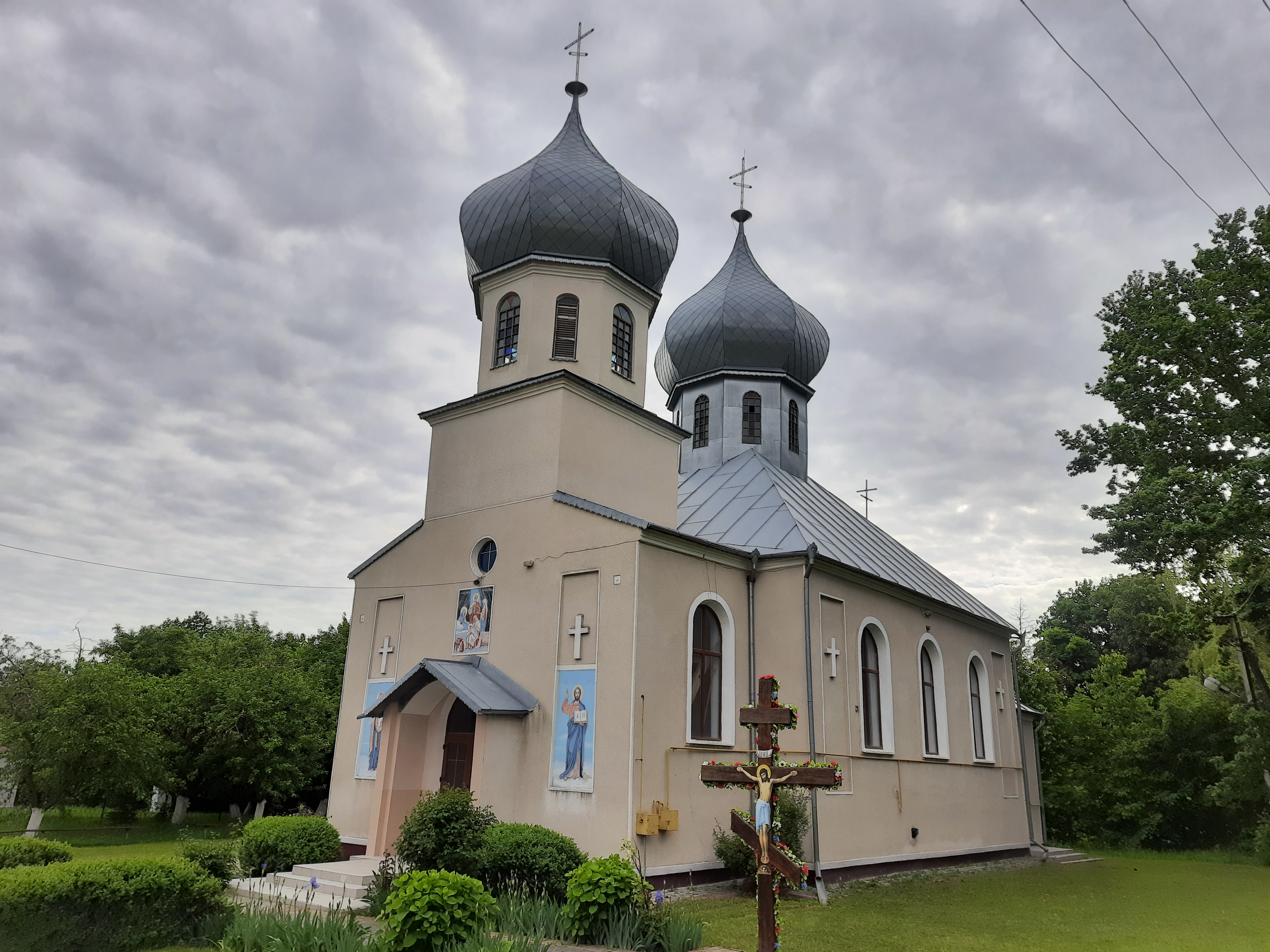
Церква Різдва Пресвятої Богородиці
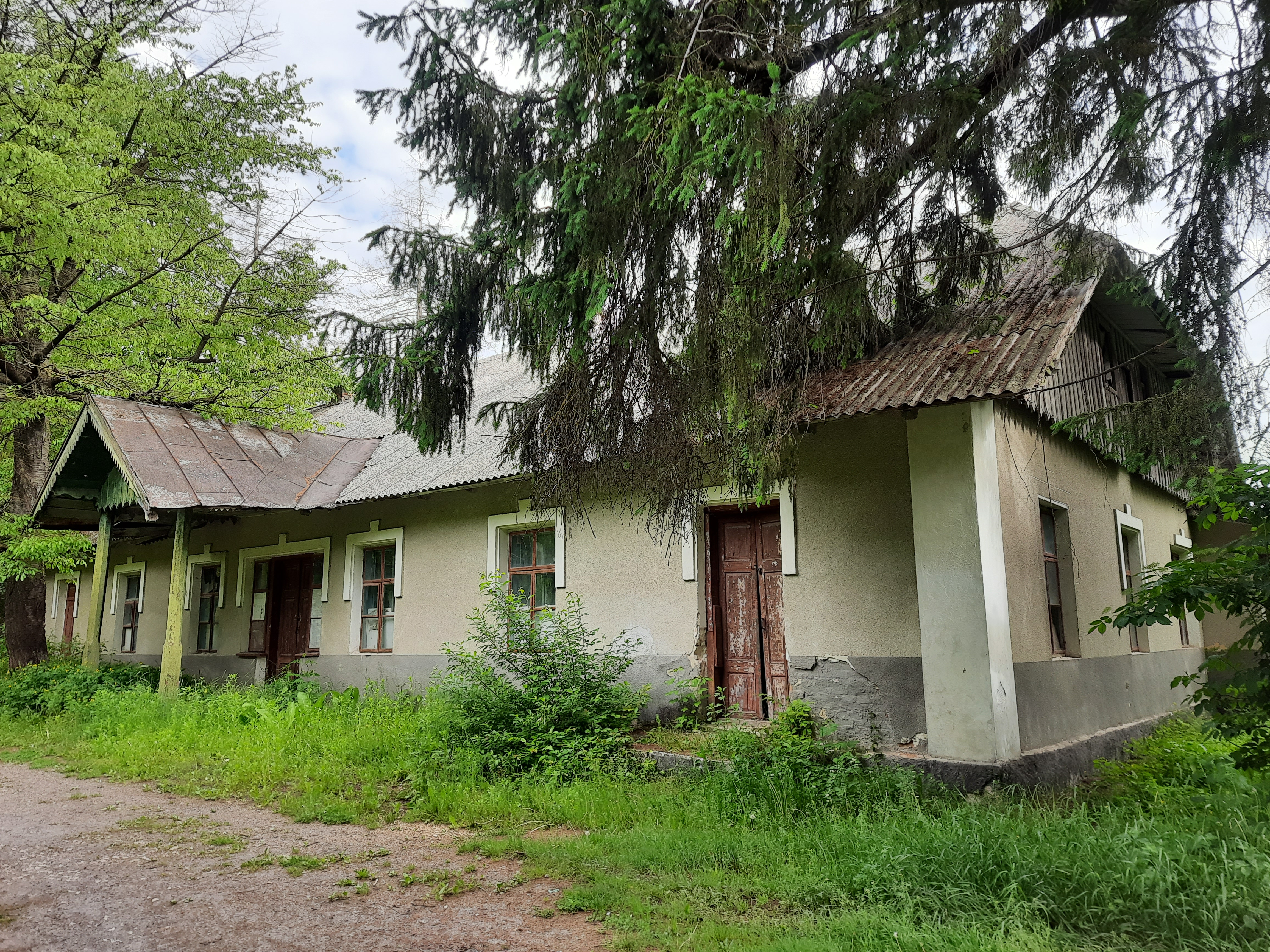
Панська садиба
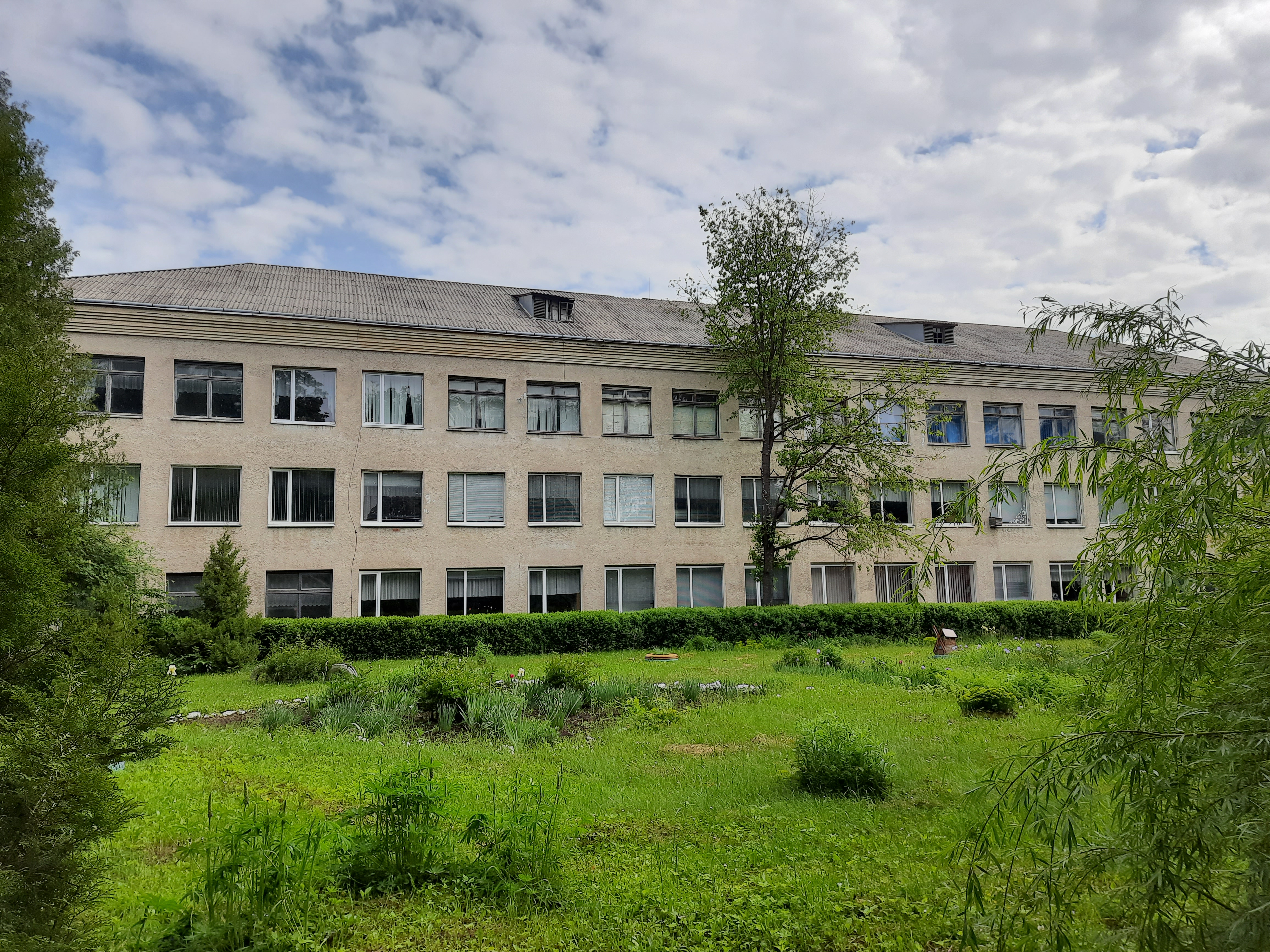
Школа
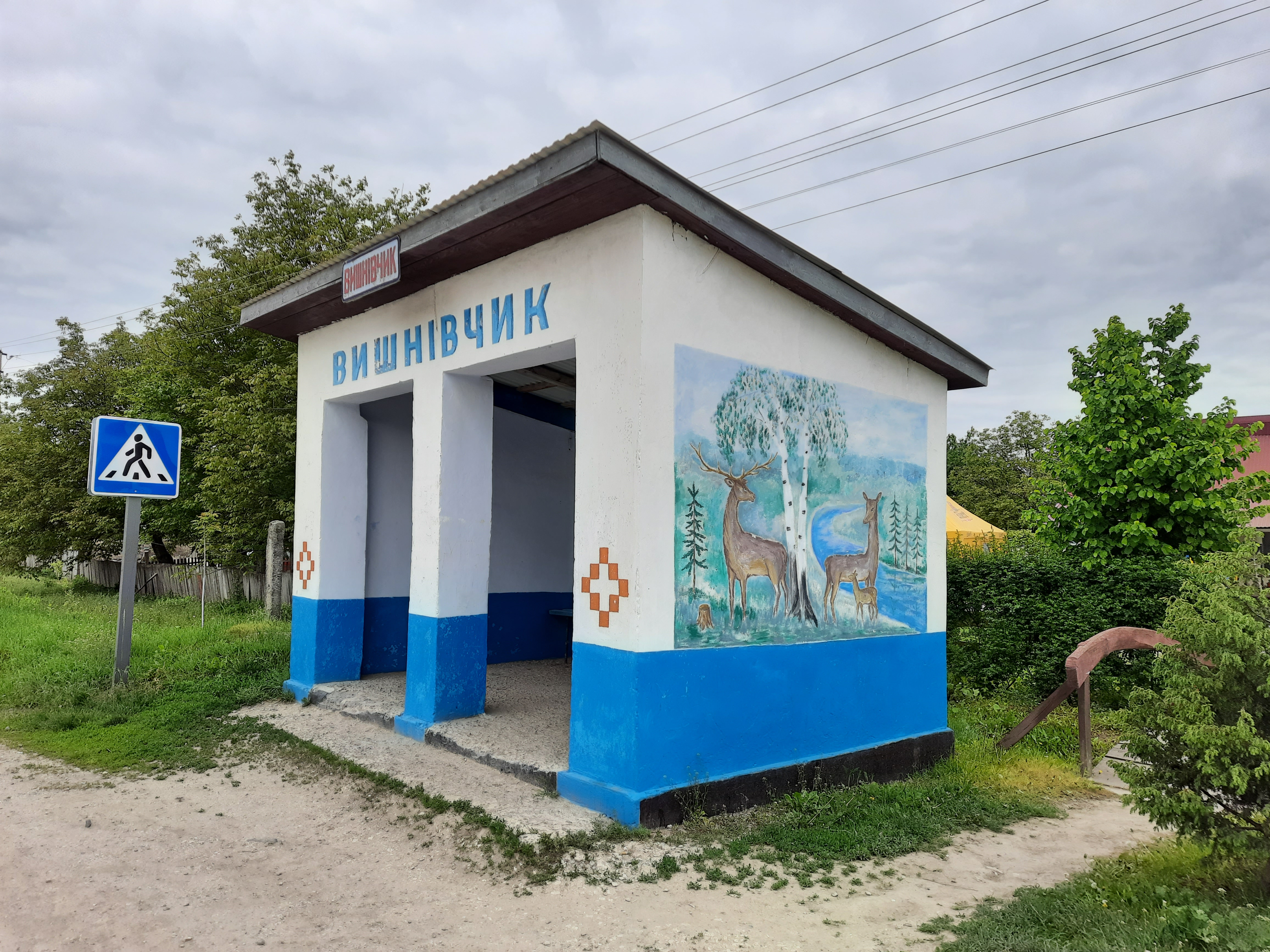
Автобусна зупинка
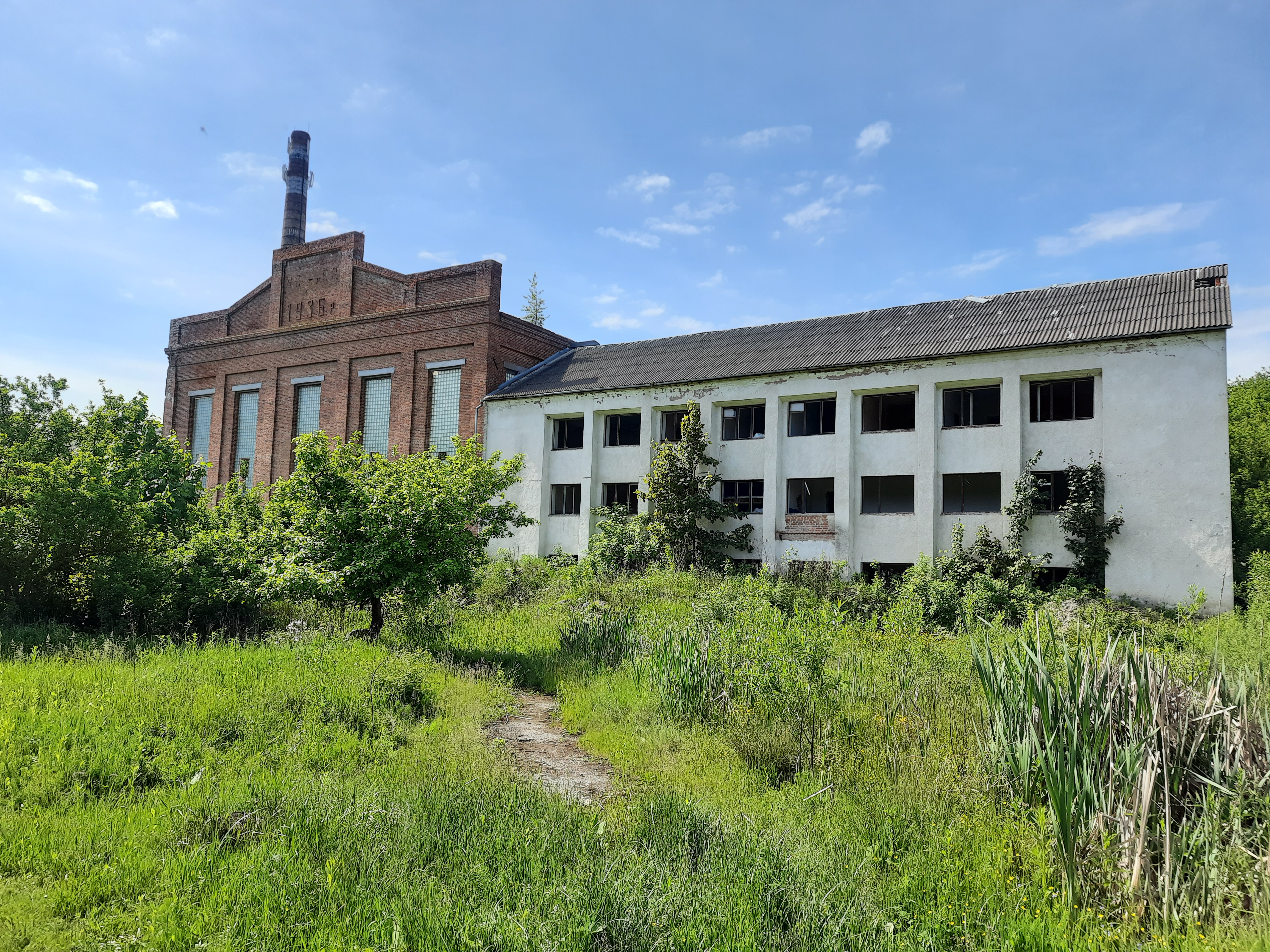
Колишня цукроварня
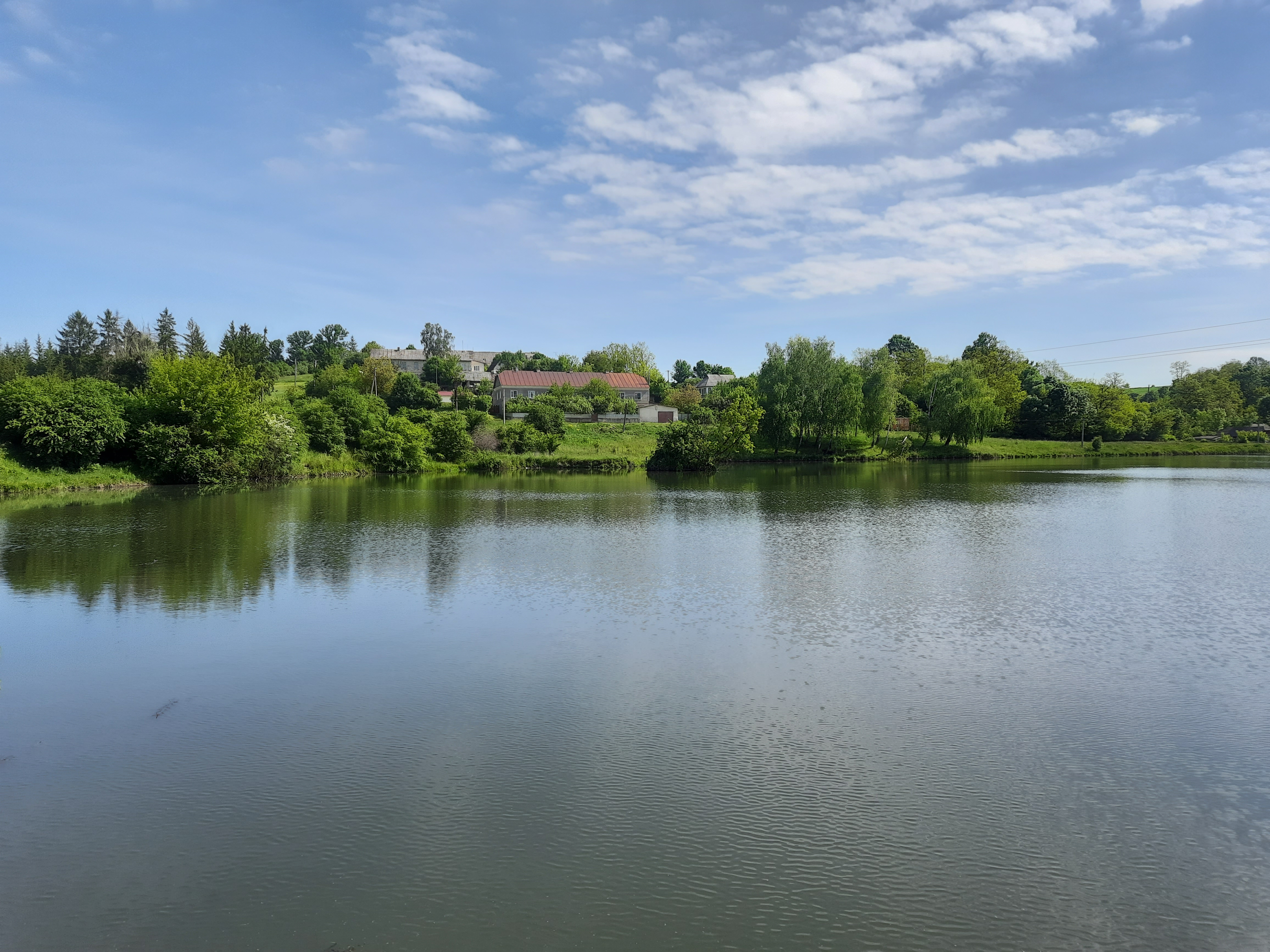
Став біля села